# Mîhailivka-Rubejivka, Kiev-Sveatoșîn
Mîhailivka-Rubejivka (în ucraineană Михайлівка-Рубежівка) este localitatea de reședință a comunei Mîhailivka-Rubejivka din raionul Kiev-Sveatoșîn, regiunea Kiev, Ucraina.

## Demografie
Componența lingvistică a localității Mîhailivka-Rubejivka
     Ucraineană (97,78%)
     Rusă (1,66%)
Conform recensământului din 2001, majoritatea populației localității Mîhailivka-Rubejivka era vorbitoare de ucraineană (97,78%), existând în minoritate și vorbitori de rusă (1,66%).